# Sopo Szatiriszwili
Sopo Szatiriszwili (gruz. სოფო შათირიშვილი; ur. 15 stycznia 1995) – gruzińska lekkoatletka specjalizująca się w pchnięciu kulą.

## Życiorys
Uczestniczka igrzysk olimpijskich 2020 w Tokio, w których zajęła 31. miejsce w eliminacjach. Startowała w mistrzostwach Europy 2022 w Monachium oraz halowych mistrzostwach Europy 2023 w Stambule. Reprezentowała Gruzję podczas drużynowych mistrzostw Europy, w mistrzostwach małych krajów Europy, w pucharze Europy w rzutach oraz w mistrzostwach krajów bałkańskich. W 2017 roku startowała w młodzieżowych mistrzostwach Europy w Bydgoszczy.
Wielokrotna mistrzyni Gruzji w pchnięciu kulą oraz reprezentantka kraju w pucharze Europy w rzutach.

## Rezultaty
| Rok  | Impreza                                   | Miejsce   | Konkurencja    | Pozycja              | Wynik |
| ---- | ----------------------------------------- | --------- | -------------- | -------------------- | ----- |
| 2014 | III liga drużynowych mistrzostw Europy    | Tbilisi   | pchnięcie kulą | 6. miejsce           | 11,80 |
| 2015 | III liga drużynowych mistrzostw Europy    | Baku      | pchnięcie kulą | 9. miejsce           | 11,45 |
| 2017 | Młodzieżowe mistrzostwa Europy            | Bydgoszcz | pchnięcie kulą | el. – 16. miejsce    | 13,75 |
| 2018 | Mistrzostwa małych krajów Europy          | Schaan    | pchnięcie kulą | 2. miejsce           | 14,56 |
| 2019 | Halowe mistrzostwa krajów bałkańskich     | Stambuł   | pchnięcie kulą | 4. miejsce           | 15,20 |
| 2019 | II liga drużynowych mistrzostw Europy     | Varaždin  | pchnięcie kulą | 6. miejsce           | 14,55 |
| 2019 | II liga drużynowych mistrzostw Europy     | Varaždin  | rzut dyskiem   | 11. miejsce          | 30,38 |
| 2019 | Mistrzostwa krajów bałkańskich            | Prawec    | pchnięcie kulą | 6. miejsce           | 14,52 |
| 2021 | Igrzyska olimpijskie                      | Tokio     | pchnięcie kulą | el. – 31. miejsce    | 15,31 |
| 2022 | Halowe mistrzostwa krajów bałkańskich     | Stambuł   | pchnięcie kulą | 4. miejsce           | 15,58 |
| 2022 | Puchar Europy w rzutach                   | Leiria    | pchnięcie kulą | 8. miejsce (Grupa A) | 15,12 |
| 2022 | Mistrzostwa krajów bałkańskich            | Krajowa   | pchnięcie kulą | 2. miejsce           | 16,14 |
| 2022 | Mistrzostwa Europy                        | Monachium | pchnięcie kulą | el. – 24. miejsce    | 15,52 |
| 2023 | Halowe mistrzostwa Europy                 | Stambuł   | pchnięcie kulą | el. – 16. miejsce    | 15,08 |
| 2023 | Puchar Europy w rzutach                   | Leiria    | pchnięcie kulą | 3. miejsce (Grupa B) | 15,16 |
| 2023 | III dywizja drużynowych mistrzostw Europy | Chorzów   | pchnięcie kulą | 1. miejsce           | 15,86 |
| 2024 | Puchar Europy w rzutach                   | Leiria    | pchnięcie kulą | 9. miejsce (Grupa B) | 15,40 |

## Rekordy życiowe
- pchnięcie kulą (hala) – 18,10 (19 lutego 2021, Tbilisi)
- pchnięcie kulą (stadion) – 18,74 (29 maja 2021, Tbilisi)
- rzut dyskiem – 36,21 (26 czerwca 2022, Tbilisi)